# Smoke Gets in Your Eyes
"Smoke Gets in Your Eyes" er en sang med musik af Jerome Kern og tekst af Otto A. Harbach. Sangen blev skrevet til deres musical Roberta fra 1933 og er siden blevet indspillet af en række kunstnere, blandt andre af Johnny Mathis og af gruppen The Platters, der i 1959 placerede sig med den på førstepladsen i USA.